# Knut Andreas

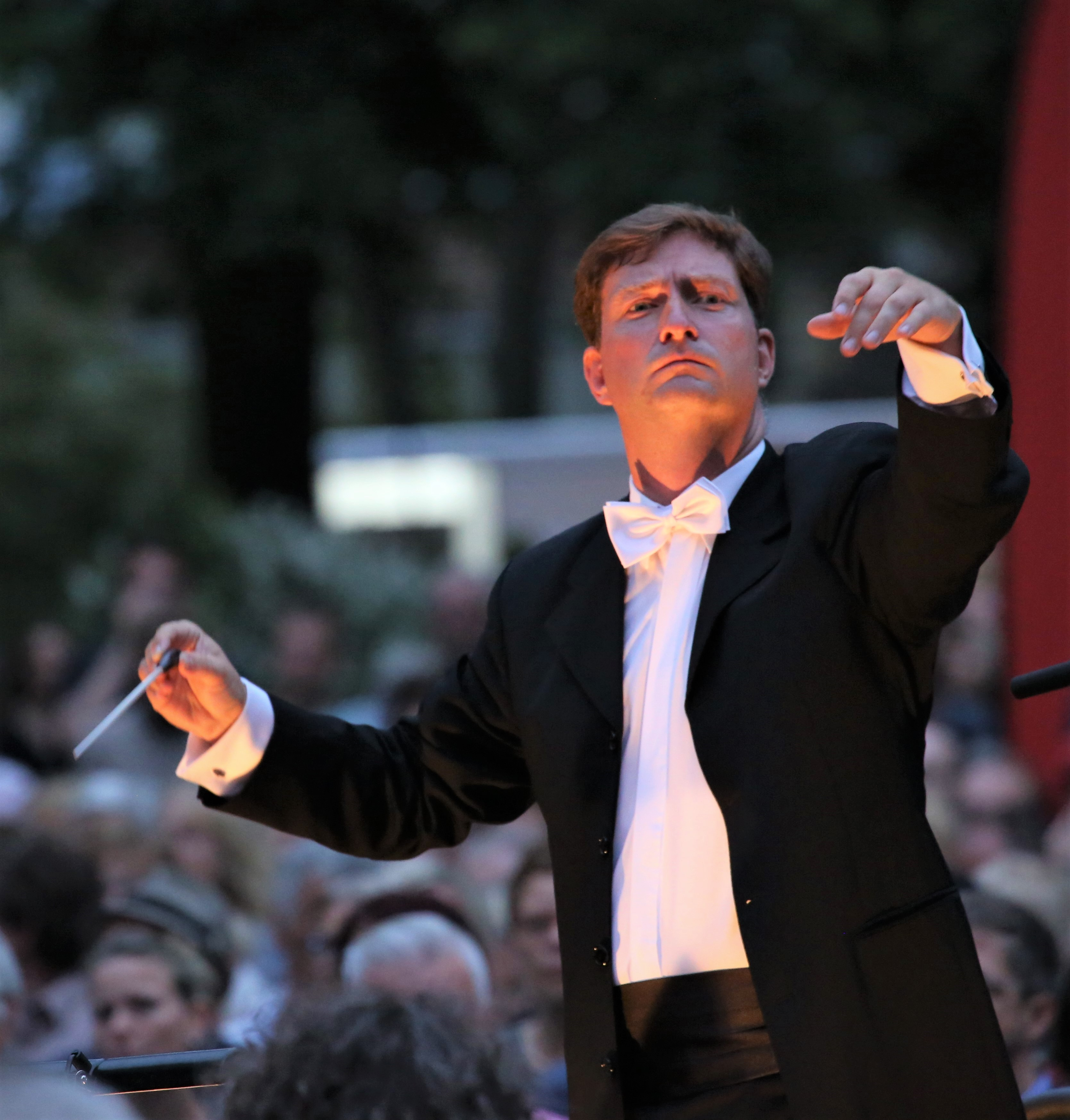
Knut Andreas (Festival "Klassik am Weberplatz", Potsdam, Alemanha, 2018)

Knut Andreas (* 2 de Janeiro de 1979 em Potsdam, Alemanha) é um maestro e musicólogo alemão. 

## Vida
Desde 1998 é diretor artístico e regente titular da Orquestra Sinfônica Collegium musicum Potsdam (OSCMP) e desde 2014 regente titular da Orquestra Sinfônica Jovem de Berlim. Estudou educação musical, musicologia, regência e fagote nas Universidade de Potsdam, Leipzig e Munique. Seus mentores em regência incluem Ronald Reuter, Dorian Wilson e Werner Andreas Albert. Na Universidade de Munique regeu o coro e a orquestra do Instituto de Musicologia desta universidade, onde trabalhou com Steve Reich e Paul Hillier. Em 2008 obteve o título de doutor pela Universidade de Munique, onde realizou uma pesquisa sobre o compositor alemão Paul Graener.
Com a OSCMP, criou programas de educação musical para crianças e jovens. Também elaborou um projeto de concertos voltados para pessoas idosas que vivem em asilos, com o objetivo de conectar o público de qualquer idade com a música erudita. Há seis anos desenvolve o projeto de intercâmbio cultural “Brandenburgo-Brasil”.
Como regente convidado Knut Andreas tem atuado em diversas orquestras na Alemanha, nos Países Baixos, com a Orquestra Sinfônica da Rádio e TV da Eslovênia, e no Brasil. Em 2012 e 2013 foi convidado pelo festival de música antiga “Musikfestspiele Potsdam Sanssouci” e pelo festival de ópera de Potsdam para reger “O Messias” e “Jephta” do Händel. Em 2015 regeu a Kammerakademie Potsdam no “Wiener Festwochen” (Festival de Viena, Áustria). No Brasil trabalhou com a Orquestra Sinfônica Municipal de Campinas, a Orquestra Sinfônica da UNICAMP, a Orquestra Sinfônica de Americana, a Orquestra de Câmara OPUS Belo Horizonte, a Orquestra Sinfônica de Ribeirão Preto, a Orquestra Sinfônica de Piracicaba e em projetos socioculturais e educacionais como o projeto “Criar & Tocar” no bairro de Campo Limpo em São Paulo. Em outubro de 2018 lançou um disco com obras contemporâneas para trompete e orquestra de compositores brasileiros e brandenburguenses. O disco foi gravado em Campinas com a Orquestra da UNICAMP e com o solista Paulo Ronqui (trompete). Selecionado como “CD da semana” a rádio Cultura FM São Paulo apresentou-o em novembro de 2018.
Em turnês internacionais Knut Andreas regeu a Orquestra Sinfônica Jovem de Berlim na Albânia, na França, no Brasil, no Taiwan e na Itália onde foi premiado melhor regente de orquestra e, com a Orquestra de Câmara da Sinfônica Jovem, melhor orquestra no festival internacional “Michelangelo” na cidade de Firenze em 2017. Também realizou um turnê à Suíça com a Orquestra Sinfônica de Potsdam.
Em 2012 Knut Andreas foi premiado pela Academia de Letras e Artes de Paranapuã, Rio de Janeiro, com a medalha “Austregésilo de Athayde” por seu trabalho intercultural entre Brasil e Alemanha. No mesmo ano recebeu da cidade de Potsdam um premiou por seu desempenho junto à OSCMP, devido às atividades culturais realizadas em prol da população daquela cidade. Knut Andreas regeu a estreia da ópera “3 Bilhões Irmãs” na “Volksbühne Berlin”, peça que foi premiado melhor ópera da  temporada de 2019 em Berlim. Em 2020 a cidade de Potsdam prestou homenagem ao Maestro inscrevendo o nome dele no Livro de Ouro da cidade.
Desde junho de 2017 também atua como professor honorário de história da música e gestão musical na Universidade de Ciências Aplicadas de Potsdam, Alemanha.

## Estreias
2012 Fernando Morais - Elegia. Mosaico No. 2 (Orquestra Sinfônica Collegium musicum Potsdam / Friedrichskirche, Potsdam, Alemanha)
2012 Gisbert Näther - Concerto para Clarinete e Orquestra (Orquestra Sinfônica Collegium musicum Potsdam / Friedrichskirche, Potsdam, Alemanha)
2014 Gisbert Näther - Concerto para Trompete e Orquestra (Orquestra Sinfônica da UNICAMP / Teatro Castro Mendes, Campinas, Brasil)
2015 Luciano Nazario - Concerto para Vibrafone e Orquestra (Orquestra Sinfônca da UNICAMP / Casa do Lago, Campinas, Brasil)
2016 Hans Chemin-Petit - Scherzo.Intermezzo (estreia póstuma / Orquestra Sinfônica Collegium musicum Potsdam / Friedrichskirche, Potsdam, Alemanha)
2018 Ben Roessler / Bonn Park - ópera "Drei Milliarden Schwestern" (Orquestra Sinfônica Jovem de Berlim, Volksbühne Berlin, Alemanha)
2018 Frank Petzold - Concerto para Trompete e Orquestra (Orquestra Sinfônica da UNICAMP, Auditório da UNICAMP, Campinas, Brasil)
2018 Denise Garcia - Mariana a Ouro Preto (Orquestra Sinfônica da UNICAMP, Auditório da UNICAMP, Campinas, Brasil)
2019 Ben Roessler - Concerto para Vibrafone, Marimbafone e Orquestra (Orquestra Sinfônica Collegium musicum Potsdam / "Klassik am Weberplatz", Alemanha)
2020 Gisbert Näther - Concerto para Quarteto de Saxofones e Orquestra (Orquestra Sinfônica Collegium musicum Potsdam / Nikolaisaal, Potsdam, Alemanha)

## Prémios
2012 Medalha “Austregésilo de Athayde”, Academia de Letras e Artes de Paranapuã, Rio de Janeiro, Brasil
2012 Premiou pelo desempenho junto à OSCMP, devido às atividades culturais realizadas em prol da população da cidade de Potsdam, Alemanha
2019 Prémio "Friedrich-Luft", Berlim (com Ben Roessler, Bonn Park, Orquestra Sinfônica Jovem de Berlim para a ópera "Drei Milliarden Schwestern")
2020 Inscrição no Livro de Ouro da cidade de Potsdam, Alemanha

## Weblinks
- na página da Orquestra Sinfônica Collegium musicum Potsdam
- na página da Orquestra Sinfônica Jovem de Berlim
- na página da Universidade de Ciências Aplicadas de Potsdam
- artigo na página da cidade de Potsdam (Livro de Ouro)
- artigo no Jornal da cidade de Piracicaba, Brasil
- Uma gravação rara. CD da semana. Cultura FM, Brasil

1. ↑  «„… ganz nur auf Musik gestellt!"». Opera Lounge (em alemão). 25 de junho de 2014. Consultado em 13 de dezembro de 2020
2. ↑  «Frank & Timme » Detail». www.frank-timme.de. Consultado em 13 de dezembro de 2020